# Пиллсбери (компания)
«Пиллсбери» (англ. Pillsbury) — бывшая компания и бренд, используемый американскими компаниями General Mills («Дженерал Миллз») и J.M. Smucker Company.
Исторически сложилось так, что компания Pillsbury Company, расположенная в Миннеаполисе, был конкурентом компании «Дженерал Миллз», одного из крупнейшего в мире производителя продукции из зерновых культур, пока не была выкуплена ею в 2001 году. Антимонопольное законодательство требует, чтобы «Дженерал Миллз» продавала некоторые из продуктов приобретённой компании. Таким образом «Дженерал Миллз» сохранила права на охлажденные и замороженные продукты Pillsbury Company, а выпечку и глазурь продаёт по лицензии Smucker Company. Американское рекламное агентство Leo Burnett создало торговые марки Doughboy и Jolly Green Giant, принадлежащие части продукции «Дженерал Миллз».

## История
Предприятие C.A. Pillsbury and Company было создано в 1872 году Чарльзом Пиллсбери и его дядей Джоном. Компания стала второй в Америке по переработке зерна, после уже существующей Washburn Crosby Company. Для транспортировки готовой продукции Pillsbury Company оказала помощь в финансировании создания железных дорог в штате Миннесота.

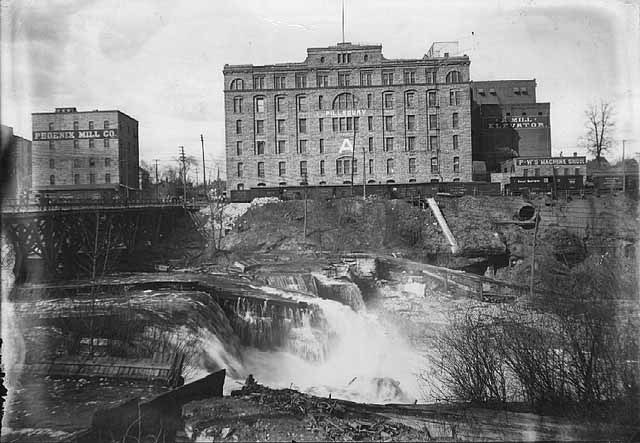
Здание компании Pillsbury, 1900-е годы

В 1889 году компания и её пять заводов-мельниц на берегах реки Миссисипи были приобретены британской компанией. Предприятие также пыталось слиться с Washburn Crosby Company (предшественницей «Дженерал Миллз»), но её не устроили принципы объединения. В 1923 году семейство Пиллсбери переименовало свою компанию в Pillsbury-Washburn Flour Mills Company, Limited, а в 1935 году она была зарегистрирована под именем Pillsbury Flour Mills Company. 

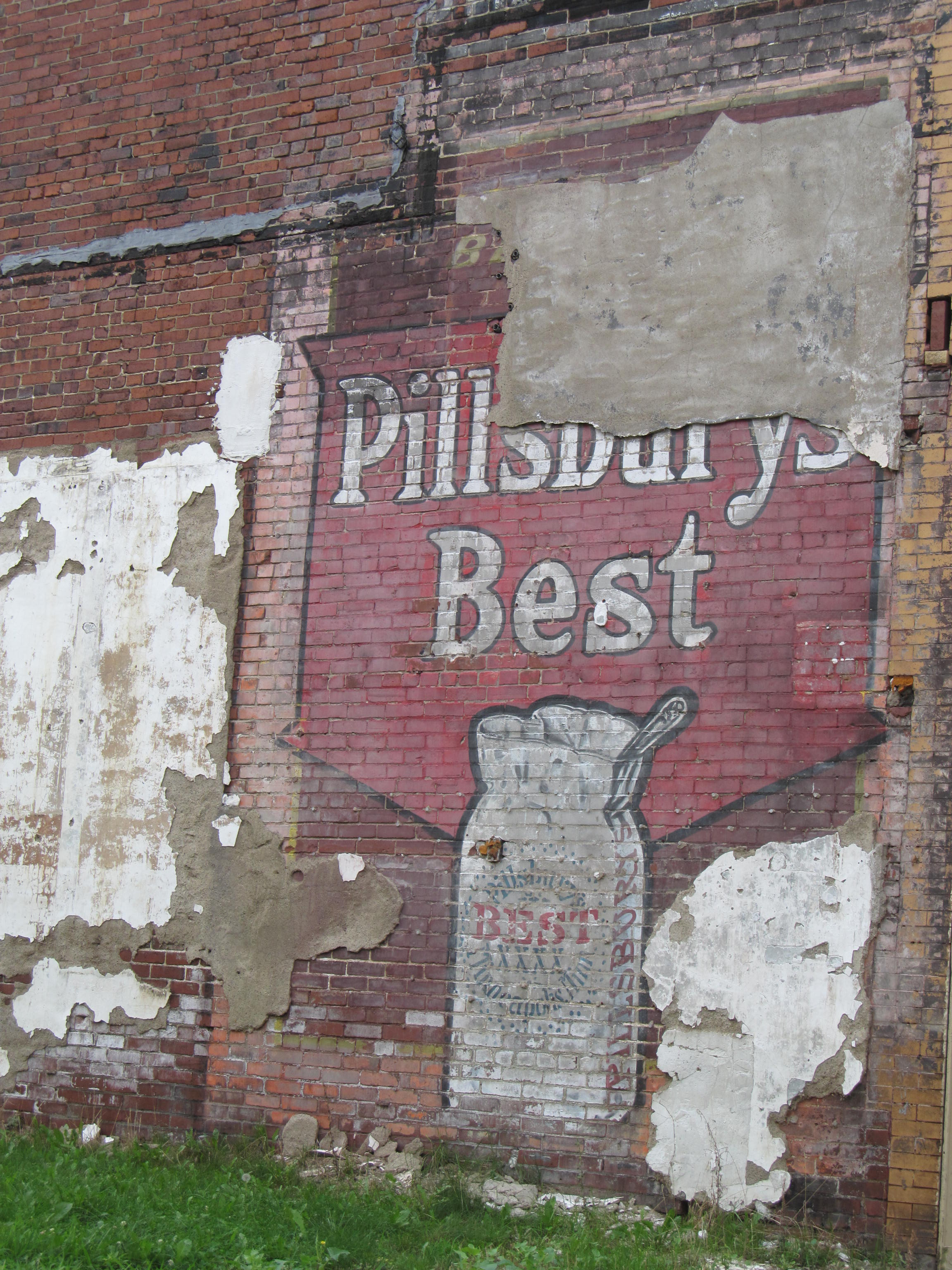
Граффити в New Kensington, Пенсильвания

В 1949 году компания организовала в национальный конкурс выпечки Pillsbury Bake-Off, транслировавшийся на протяжении многих лет телекомпанией CBS и который проводится по настоящее время (раз в два года). В 1950 году предприятие решило расширить свою линейку продукции, насчитывающую в то время семь продуктов. В этом же году Pillsbury Company приобрела компанию Ballard & Ballard Company и начала выпуск продукции из бисквитного теста, которая стала одной из самых выгодных в последующие десятилетия. Она начала активно рекламировать себя по телевидению. В 1950-х годах приобрела такие рестораны, как Burger King, Steak and Ale, Bennigan's, Godfather's Pizza, Häagen-Dazs и Quik Wok.
В 1960-х годах компания добавила в один из своих продуктов цикламат натрия, который впоследствии стал самым популярным в мире сахарозаменителем. В эти годы были созданы многие изделия, которые назывались собственными именами. Спустя некоторое время цикламат был запрещен для использования, но позже снова разрешён, это стоило компании потерь в 4,5 миллиона долларов. В последующие годы Pillsbury Company только наращивала своё производство, вводя новые продукты, давая им имена собственные, проводя активную рекламу. 
В это десятилетие, отмеченное полётами человека в космос, предприятие создало еду для космонавтов, в частности Space Food Sticks, разработанные Робертом Мюллером, соавтором концепции HACCP для продуктов питания. Так первый астронавт NASA Скотт Карпентер брал в полёт первую твердую космическую пищу — мелкие кубики, разработанные научно-исследовательским отделом Пиллсбери. Затем были разработаны и другие продукты для астронавтов, включая торт. В 1967 году компания Пиллсбери купила предприятие Burger King.

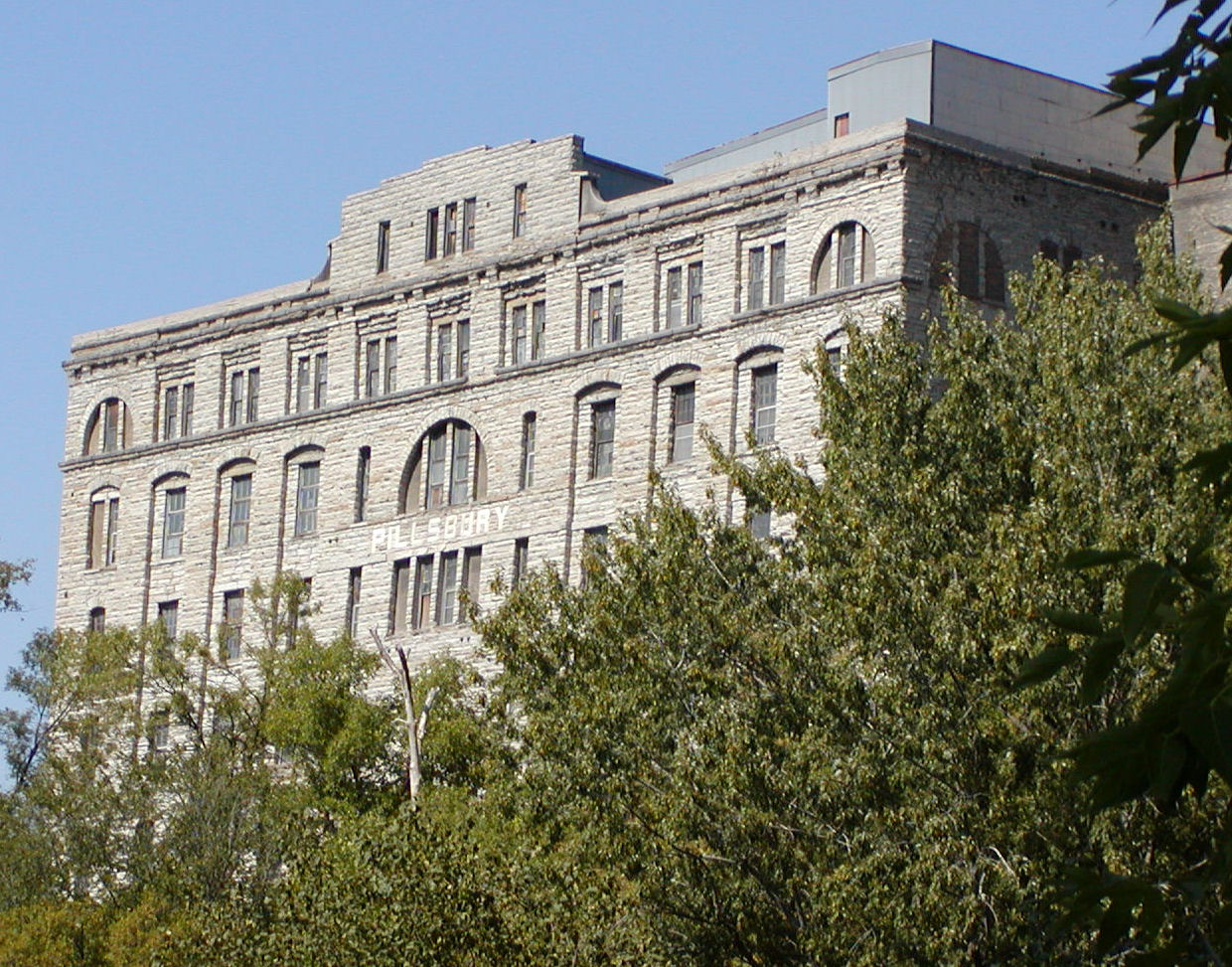
Здание Pillsbury A-Mill, 2006 год

В 1989 году британская компания Grand Metropolitan (позже стала называться Diageo) занималась маркетингом ряда торговых марок, включая Pillsbury, под собственным брендом. В 2001 году компания Diageo Пиллсбери своим старым соперникам — General Mills, однако подразделение по производству выпечки достался корпорации International Multifoods, которую впоследствии приобрело предприятие J.M. Smucker Company. Pillsbury Company полностью вышла из бизнеса продуктов питания.
Компания Пиллсбери владела в Миннеаполисе мукомольным производством, которое 40 лет было крупнейшим в мире и располагалось в здании Pillsbury A-Mill, с видом на водопад Saint Anthony Falls на реке Миссисипи. В настоящее время компания The Cunningham Group планирует превратить это здание в многоквартирный дом с квартирами в лофт-стиле.